# Ommatius fuscipennis
Ommatius fuscipennis är en tvåvingeart som beskrevs av Luigi Bellardi 1861. Ommatius fuscipennis ingår i släktet Ommatius och familjen rovflugor. Inga underarter finns listade i Catalogue of Life.